# Seren del Grappa
Seren del Grappa est une commune italienne de la province de Belluno, dans la région Vénétie.

## Administration
| Période                                  | Période | Identité | Étiquette | Qualité |
| ---------------------------------------- | ------- | -------- | --------- | ------- |
|                                          |         |          |           |         |
| Les données manquantes sont à compléter. |         |          |           |         |

### Communes limitrophes
Alano di Piave, Arsiè, Cismon del Grappa, Feltre, Fonzaso, Paderno del Grappa, Quero